# 발렌틴 플루체크
발렌틴 플루체크(Valentin Pluchek, 러시아어: Валенти́н Никола́евич Плу́чек, 1909년 9월 4일 ~ 2002년 8월 17일)는 러시아의 연출가다.
메이에르홀리드 극장의 부속연극학교 출신으로서, 동(同) 극장의 배우를 거쳐 극작가 알브조프와 연구극장을 일으켰으나, 독소 전쟁의 발발로 중단되었으며, 전후에 다시 활동을 개시하여 1957년 모스크바 풍자극장의 수석연출가가 되어 오늘에 이르고 있다. 블라디미르 마야콥스키의 <목욕탕> <빈대> <미스테리아 부프>를 계속 연출하여 그 재능을 인정받았다. 이들의 연출에 있어서는 예리한 풍자정신과 밝은 시정(詩情)이 훌륭히 결합되어, 독특한 축제적 활기와 신선한 호흡이 넘쳐 있다는 점 등에서 옛날의 프세볼로트 메이예르홀트의 연출과는 다른 감흥을 주고 있다.